# Halliwell Hobbes
Herbert Halliwell Hobbes (* 16. November 1877 in Stratford-upon-Avon, England; † 20. Februar 1962 in Santa Monica, Kalifornien, USA) war ein britischer Schauspieler.

## Leben und Wirken
Halliwell Hobbes spielte an seinem Karrierenanfang unter anderem neben Francis Robert Benson in vielen Shakespeare-Stücken, wobei er selbst in Shakespeares Heimatstadt Stratford-upon-Avon geboren wurde. Im Laufe seiner langen Bühnenkarriere spielte er mit Theatergrößen wie Mrs. Patrick Campbell oder Ellen Terry. Erst mit über 50 Jahren zog es den weißhaarigen, leicht korpulenten Charakterdarsteller in die Vereinigten Staaten, wo er über drei Jahrzehnte verteilt in über 110 Filmen sowie einigen Fernsehserien spielte, zumeist in Nebenrollen. Zu Hobbes besonderer Spezialität in Hollywood-Filmen wurde der „britische Butler“, den er – von Kritikern hochgelobt – unter anderem in den Frank-Capra-Komödien Vor Blondinen wird gewarnt und Lady für einen Tag gab. Daneben gehörten zu seinen Figuren auch häufiger Aristokraten, Ärzte, Generäle oder Diplomaten zumeist britischen Hintergrunds. Im Laufe seiner Karriere arbeitete Hobbes für alle der damals fünf großen Filmstudios aus Hollywood.
Gelegentlich wurde Hobbes in ernsteren Filmen als Comic Relief eingesetzt, darunter im Abenteuerfilm Der Prinz und der Bettelknabe in der Rolle eines trotteligen Bischofes. Seine heute vielleicht noch bekannteste Rolle spielte Hobbes aber möglicherweise als hitzköpfiger Brigadegeneral und Vater von Miriam Hopkins im Horrorfilm Dr. Jekyll und Mr. Hyde aus dem Jahre 1931. Er hatte ebenfalls Nebenrollen in den Filmklassikern Lebenskünstler (1938) von Frank Capra, Sein oder Nichtsein (1942) von Ernst Lubitsch und Das Haus der Lady Alquist (1944) von George Cukor. Zwischenzeitlich war er auch am Broadway zu sehen, etwa Mitte der 1940er-Jahre als Lord Capulet in Romeo und Julia.
Ab den späten 1940er-Jahren zog sich Hobbes zunehmend aus dem Schauspielgeschäft zurück. 1956 spielte er seine letzte Filmrolle, im darauffolgenden Jahr hatte er seinen letzten Auftritt in einer Fernsehserie in der Rolle eines Türstehers. Halliwell Hobbes starb 1962 im Alter von 84 Jahren an einen Herzinfarkt. Er war mit der Theaterschauspielerin Nancie B. Marsland verheiratet.

## Filmografie (Auswahl)
- 1929: Lucky in Love
- 1929: Jealousy
- 1930: Charley’s Aunt
- 1931: Five and Ten
- 1931: Die Sünde der Madelon Claudet (The Sin of Madelon Claudet)
- 1931: Vor Blondinen wird gewarnt (Platinum Blonde)
- 1931: Dr. Jekyll und Mr. Hyde (Dr. Jekyll and Mr. Hyde)
- 1932: Love Affair
- 1932: Zahlungsaufschub (Payment Deferred)
- 1932: Cynara
- 1933: Ein Mann geht seinen Weg (Looking Forward)
- 1933: A Study in Scarlet
- 1933: Midnight Mary
- 1933: Lady für einen Tag (Lady for a Day)
- 1933: If I Were Free
- 1933: Ich bin Susanne (I Am Suzanne)
- 1934: Mandalay
- 1934: Die nackte Wahrheit (Riptide)
- 1934: Madame Dubarry (Madame Du Barry)
- 1934: Bulldog Drummond schlägt zurück (Bulldog Drummond Strikes Back)
- 1934: British Agent
- 1934: We Live Again
- 1934: Father Brown, Detective
- 1935: Folies Bergère de Paris
- 1935: Vanessa, Her Love Story
- 1935: Charlie Chan in Shanghai
- 1935: Unter Piratenflagge (Captain Blood)
- 1936: Rose-Marie
- 1936: Louis Pasteur (The Story of Louis Pasteur)
- 1936: Draculas Tochter (Dracula’s Daughter)
- 1936: The White Angel
- 1936: Maria von Schottland (Mary of Scotland)
- 1936: Der Erbe des Hauses Farrington (Give Me Your Heart)
- 1937: Im Kreuzverhör (Maid of Salem)
- 1937: Der Prinz und der Bettelknabe (The Prince and the Pauper)
- 1937: Parnell
- 1937: Varsity Show
- 1938: Bulldog Drummond: Der künstliche Diamant (Bulldog Drummond’s Peril)
- 1938: Entführt (Kidnapped)
- 1938: Lebenskünstler (You Can’t Take It With You)
- 1938: Storm Over Bengal
- 1938: A Christmas Carol
- 1939: Pacific Liner
- 1939: The Hardys Ride High
- 1939: Nurse Edith Cavell
- 1939: Remember?
- 1939: The Light That Failed
- 1940: The Earl of Chicago
- 1940: Ihr erster Mann (Waterloo Bridge)
- 1940: Der Herr der sieben Meere (The Sea Hawk)
- 1940: Dritter Finger, linke Hand (Third Finger, Left Hand)
- 1941: Lord Nelsons letzte Liebe (That Hamilton Woman)
- 1941: Sunny
- 1941: Urlaub vom Himmel (Here Comes Mr. Jordan)
- 1941: Dr. Kildare: Der Hochzeitstag (Dr. Kildare’s Wedding Day)
- 1942: Abenteuer in der Südsee (Son of Fury: The Story of Benjamin Blake)
- 1942: Sein oder Nichtsein (To Be or Not to Be)
- 1942: The War Against Mrs. Hadley
- 1942: Das unsterbliche Monster (The Undying Monster)
- 1943: Auf ewig und drei Tage (Forever and a Day)
- 1943: Gespenster im Schloß (Sherlock Holmes Faces Death)
- 1943: Die Stubenfee (His Butler’s Sister)
- 1944: Das Haus der Lady Alquist (Gaslight)
- 1944: Das Leben der Mrs. Skeffington (Mr. Skeffington)
- 1944: Der Unsichtbare nimmt Rache (The Invisible Man’s Revenge)
- 1944: So ein Papa (Casanova Brown)
- 1946: Feuer am Horizont (Canyon Passage)
- 1948: Schwarze Pfeile (The Black Arrow)
- 1948: Startbahn ins Glück (You Gotta Stay Happy)
- 1949: Das Schicksal der Irene Forsyte (That Forsyte Woman)
- 1951–1953: Robert Montgomery Presents (Fernsehserie, 3 Folgen)
- 1955, 1957: The Alcoa Hour (Fernsehserie, 2 Folgen)
- 1956: Miracle in the Rain